# 莫洛奇納河 (羅斯河支流)

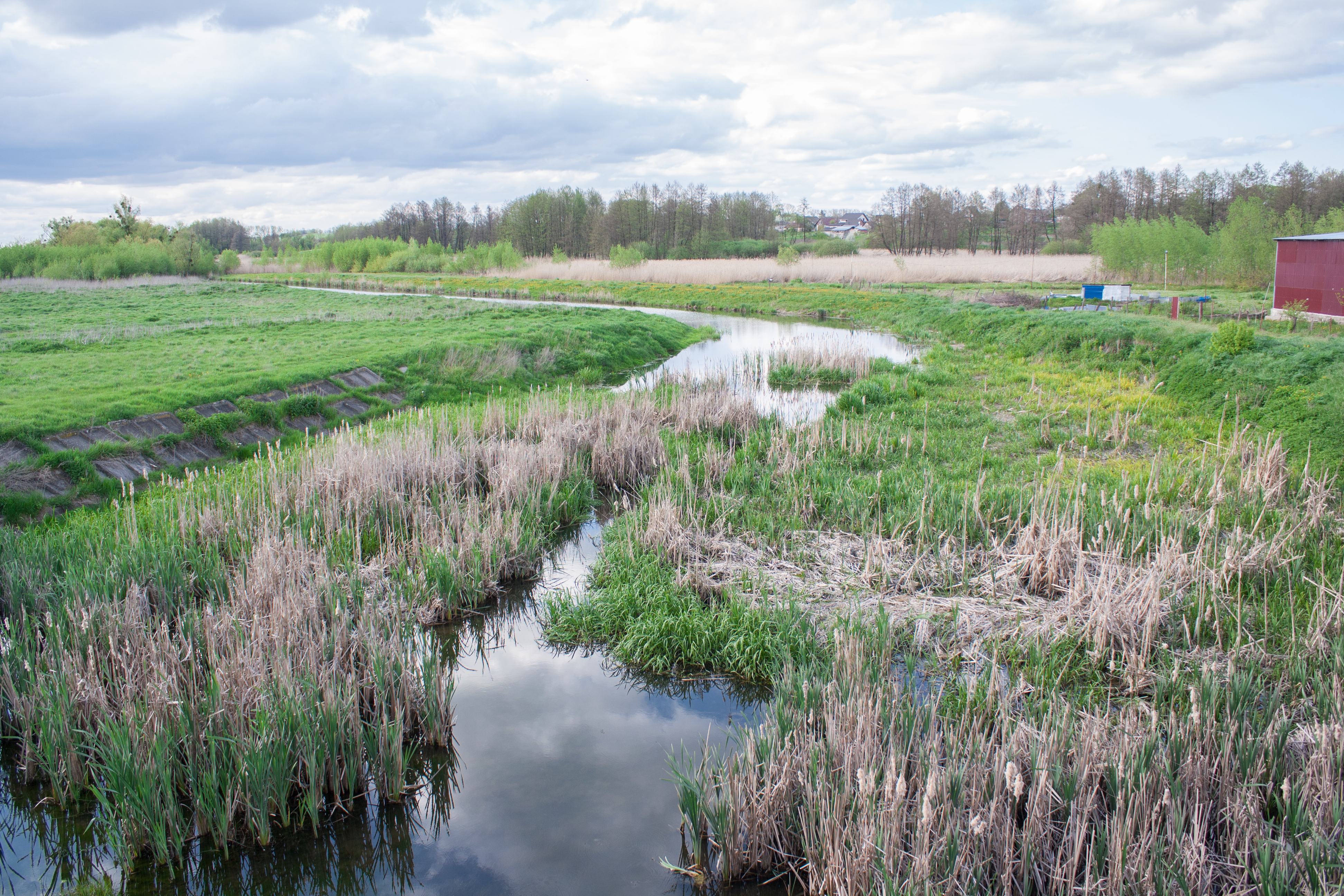
莫洛奇納河

莫洛奇納河（烏克蘭語：Молочна），是烏克蘭的河流，位於該國中部，屬於羅斯河的右支流，發源自克里夫春卡西南部，流經切爾卡瑟州和基輔州，河道全長35公里，流域面積359平方公里。